# Коту Добеј (Сучава)
Коту Добеј (рум. Cotu Dobei) насеље је у Румунији у округу Сучава у општини Фантанеле. Oпштина се налази на надморској висини од 246 m.

## Становништво
Према подацима из 2002. године у насељу је живело 212 становника, од којих су сви румунске националности.